# Roy Heesen
Roy Heesen (Venlo, 24 december 1992) is een voormalig Nederlandse profvoetballer die doorgaans inzetbaar was als verdediger. Hij richt zich nu op zijn maatschappelijke carrière in de Gezondheidszorg. 

## Loopbaan
Heesen doorliep de jeugdopleiding van VVV en ondertekende in juni 2012 een tweejarig contract bij de Venlose club. Een maand later kreeg hij voorafgaand aan de Herman Teeuwen Memorial de Jan Klaassens Award uitgereikt, de jaarlijkse onderscheiding van VVV voor het grootste talent uit eigen jeugdopleiding. In zijn eerste profseizoen kwam de centrale verdediger niet aan spelen toe. In januari 2013 werd hij door de toenmalige Venlose eredivisionist verhuurd aan eerste-divisieclub Helmond Sport. Vanwege een ernstige kruisbandblessure kwam Heesen ook daar niet in actie.
De geboren Venlonaar keerde in het seizoen 2013-14 terug op het oude nest. Na ruim een half jaar blessureleed en revalidatie sloot hij weer aan bij de VVV-selectie. In de uitwedstrijd bij Jong Ajax (4-1 verlies) op 10 februari 2014 maakte Heesen zijn competitiedebuut in het betaald voetbal, als invaller voor Danny Post.
Kort na zijn debuut liep Heesen in de thuiswedstrijd tegen Excelsior wederom een zware knieblessure op. VVV maakte daarop geen gebruik van de eenzijdige optie om het aflopende contract met een jaar te verlengen, zodat Heesen per 1 juli 2014 transfervrij werd. Een jaar later sloot hij aan bij zijn oude amateurclub HBSV, waarmee hij direct in zijn eerste seizoen kampioen werd in de Vierde klasse. In 2020 besloot Heesen een punt te zetten achter zijn actieve voetballoopbaan en verder aan de slag te gaan als trainer van het tweede elftal van HBSV. In de zomer van 2024 besloot Heesen zijn trainerscarrière in de ijskast te zetten.

## Statistieken
| Seizoen         | Club            | Competitie      | Competitie | Competitie | Beker | Beker | Playoff | Playoff | Totaal | Totaal |
| Seizoen         | Club            | Competitie      | Wed.       | Dlp.       | Wed.  | Dlp.  | Wed.    | Dlp.    | Wed.   | Dlp.   |
| --------------- | --------------- | --------------- | ---------- | ---------- | ----- | ----- | ------- | ------- | ------ | ------ |
| 2012/13         | VVV-Venlo       | Eredivisie      | 0          | 0          | 0     | 0     | 0       | 0       | 0      | 0      |
| 2012/13         | → Helmond Sport | Eerste divisie  | 0          | 0          | 0     | 0     | 0       | 0       | 0      | 0      |
| 2013/14         | VVV-Venlo       | Eerste divisie  | 2          | 0          | 0     | 0     | 0       | 0       | 2      | 0      |
| Carrière totaal | Carrière totaal | Carrière totaal | 2          | 0          | 0     | 0     | 0       | 0       | 2      | 0      |